# Харченко Леонід Володимирович
Леонід Володимирович Харченко — військовий злочинець, терорист, звинувачений у справі збиття пасажирського лайнера рейсу MH17 над Україною. Командир розвідки ГРУ «ДНР» у 2014 році (позивний «Крот»).
Громадянин України.
Причетний до транспортування Буку на шляху до збиття MH-17.
Харченко був підлеглим Олега Пулатова і Сєрґєя Дубінського.
Оголошений в український і міжнародний розшук.
У базі МВС Леонід Харченко перебуває у розшуку за статтями 341 ч. 1 та 260 ч. 5 — це захоплення державних органів влади, а також створення незаконних збройних формувань, що призвело до загибелі людей або інших важких наслідків.